# Стюарт, Давид, герцог Ротсей
Давид (Дэвид) Стюарт (англ. David Stewart; 24 октября 1378 — 26 марта 1402) — шотландский принц, граф Каррик с 1390/1391 года, герцог Ротсей и граф Атолл с 1398 года, старший сын короля Шотландии Роберта III от брака с Аннабелой Драммонд, старший брат короля Шотландии Якова I. В качестве наследника шотландского престола ему с раннего возраста пришлось играть важную роль в шотландской политике. Особенно увеличилось его влияние в середине 1390-х годов. К 1397 году Давид стал членом Государственного совета Шотландии.
В 1398 году Давид получил герцогский титул и был вместе с дядей, Робертом, герцогом Олбани, назначен командующим королевской армией, которая отправилась в поход против Дональда, лорда Островов. Недовольство проводимой королём Робертом III политикой, а также его неспособность быть военным лидером, привели к тому, что его в начале 1399 года отстранили от власти, а герцог Ротсей был назначен королевским наместником (регентом) Шотландии на 3 года, хотя его и обязали слушать напутствия назначенного ему в помощь совета из 21 магнатов. Он проявил себя как энергичный и эффективный правитель, но допущенные им политические просчёты и стремление к самостоятельному управлению привели к конфликту с дядей, герцогом Олбани, который, заручившись поддержкой Арчибальда Дугласа, 4-го графа Дугласа, сместил принца с поста регента и заключил в Фолклендский замок, где тот и умер в марте 1402 года. Хотя официально утверждалось, что причиной смерти герцога Ротсея была дизентерия, многие современники подозревали (возможно, обоснованно), что принца уморили голодом. Возможно, герцога Олбани и графа Дугласа напрямую обвиняли в убийстве принца, но собравшийся в мае 1402 года Генеральный совет оправдал их, заявив, что наследник престола умер «по божественному провидению, а не иначе». В более поздних хрониках и литературных произведениях за герцогом Олбани укрепилась репутация архетипичного «злого дяди».
К 1470 году сложился народный культ, который почитал герцога Ротсея святым и мучеником, преданным смерти при ужасных обстоятельствах. Его гробница в Линдоресском аббатстве стала центром паломничества.

## Происхождение
Давид происходил из шотландского рода Стюартов, имевшего бретонское происхождение. Его предки были наследственным управляющими Доля в Бретани. Один из них, Алан Фиц-Флаад, оказался на службе у английского короля Генриха I. Потомки его старшего сына Уильяма, Фицаланы остались в Англии, получив позже титул графов Арундел, а третий сын, Уолтер Фиц-Алан, около 1136 года поступил на службу к шотландскому королю Давиду I, став к концу его правления королевским дапифером (стюардом) (лат. dapifer regis Scotie). Эта должность стала передаваться по наследству потомкам Уолтера и в XIII веке получила название «стюард Шотландии» (лат. senescallus Scotie), что демонстрирует её высокий статус и значимость в национальном масштабе. Кроме того, во время правления королей Давида I и Малькольма IV Стюарты получили обширные владения в Ренфрушире, северную половину Кайла (центральной частью Айршира), а также крупные поместья в Берикшире, Роксбургшире и Хаддингтоншире. Глава семьи был одним из самых могущественных баронов в Шотландии. Центром владений Стюартов был замок Ренфру. В XIII веке представители рода стали использовать фамилию «Стюарт» (англ. Stewart), адаптировав название должности. В этот период Стюарты стали играть заметную роль в национальной политике.
С середины XIII века Стюарты находились в тесном союзе с родом Брюсов, поддерживая их во время Первой войны за независимость Шотландии. В начале XIV века Уолтер Стюарт (около 1296—1327) стал одним из ближайших соратников короля Роберта I Брюса. В 1314 году он командовал одним из шотландских отрядов в битве при Бэннокбёрне, а в 1315 году женился на Марджори Брюс, дочери короля. В этом браке родился будущий король Роберт II.
Поскольку у единственного сына Роберта I, короля Давида II, не было сыновей, именно Роберт Стюарт, который после возобновления в 1330-е годы войны с Англией он был важной фигурой в королевстве, дважды становясь хранителем (регентом) Шотландии (в 1334—1335 и 1338—1341 годах), был признан шотландским парламентом в качестве наследника престола. Несмотря на попытки обзавестись наследниками, Давид так и остался бездетным, поэтому после его смерти престол унаследовал его племянник Роберт II.
От двух браков у Роберта II было многочисленное потомство. Старшим из сыновей был Джон, ставший после смерти отца королём под именем Роберта III. Не позже 31 мая 1367 года Давид II, не желавший наследования трона племянником, возможно, под влиянием жены, Маргарет Драммонд, добился того, чтобы наследник женился на её племяннице Аннабеле Драммонд, дочери сэра Джона Драммонда из Стобхолла, брат которой, сэр Малькольм Драммонд ранее извлёк огромную выгоду из положения своей тёти, получив обширные владения в Пертшире. Кроме того, 22 июня 1368 года король предоставил Джону титул графа Каррика. Поскольку ранее Каррик был частью родовых владений Брюсов, а сам Давид II до восхождения на престол в 1329 году носил титул графа Каррика в качестве наследника шотландского трона, данным пожалованием, по мнению С. Бордмена, он признавал нового графа наследником шотландского престола. Историк считает, что таким образом король нашёл более тонкий способ справиться с тем, что трон после него может получить племянник, создав новую потенциальную линию наследования. Старшим из сыновей, родившемся в этом браке, был Давид. Кроме того, у него было несколько сестёр и младший брат, позже ставший королём под именем Якова I.

## Ранние годы
Считается, что Давид родился 24 октября 1378 года, когда его отец ещё не был королём и был известен как «Джон, граф Каррик». Своё имя он получил в честь покойного короля Давида II, после смерти которого в 1371 году королём Шотландии стал Роберт II, дед Давида. Наследником престола в это время считался граф Каррик, однако порядок последующего наследования вызывал споры. Возможно, что это было связано с тем, что у Джона первоначально рождались только дочери. В результате 4 апреля 1373 года собравшийся в Скуне парламент одобрил урегулирование порядка наследования престола путём создания списка перехода наследования по мужской линии, указав в нём 5 сыновей короля Роберта II. Хотя данный документ и подтвердил, что граф Каррик находится на первом месте в очереди на трон, но фактически аннулировал возможность получения престола его дочерьми. Только рождение в 1378 году Давида окончательно утвердило порядок наследования престола.
С раннего детства Давиду пришлось играть важную роль в шотландской политике. Его отец в 1384 году фактически отстранил своего престарелого отца, короля Роберта II, от управления королевством, однако в декабре 1388 года его самого признали недееспособным, в результате чего управление Шотландией оказалось в руках его младшего брата Роберта, графа Файфа. Тот сохранил власть и тогда, когда после смерти Роберта II в 1390 году граф Каррик был коронован шотландской короной (он взял тронное имя «Роберт III»). Но к февралю 1393 года опека над королём была прекращена. С. Бордмен считает, что, возможно, это было связано с растущим влиянием Давида, который после восхождения отца на престол получил титул графа Каррика, и его сторонников, среди которых особо выделялись сэр Джеймс Линдси из Кроуфорда, его двоюродный брат Давид Линдси из Глен-Эска и некоторые другие представители рода Линдси. Эти связи были связаны не только с политикой, но и имели романтический подтекст, поскольку юный Давид в это время был любовником Ефемии, сестры Давида Линдси.
Но в 1395 году Давид прекратил любовную связь с Ефемией и женился на Элизабет Данбар, дочери Джорджа Данбара, графа Марча. Этот брак вызвал крайнее недовольство его отца, возглавившего политическую оппозицию сыну. В итоге в 1397 году Роберт III аннулировал брак, поскольку тот был заключён без королевского согласия. При этом были прописаны условия, по которым пара всё же могла пожениться после подходящего периода разлуки. Однако в 1400 году граф Каррик выбрал себе другую невесту, что привело к серьёзным разногласиям с графом Марчем.

## Королевский наместник Шотландии
Несмотря на проблемы, связанные с браком, Давид в середине 1390-х годов начинает играть заметную роль в управлении королевством. К 1397 году он стал членом Генерального совета и выступал в качестве главного представителя короля на переговорах о перемирии с англичанами. Кроме того, в 1395—1397 годах граф Каррик возглавлял несколько военных экспедиций и судебных комиссий в Северной Шотландии.
Возросший статус принца отразился в том, что ему 28 апреля 1398 года на церемонии, которая проводилась в Скуне после заседания Генерального совета в соседнем Перте, был присвоен титул герцога Ротсея. В тот же день герцогский титул получил и его дядя — Роберт, граф Файф, который теперь стал герцогом Олбани. Обоим новоиспечённым герцогам сразу же поручили возглавить королевскую армию в походе против Дональда, лорда Островов. Во время этой кампании 6 сентября Давид получил от отца ещё одно пожалование — графство Атолл.
Герцоги Ротсей и Олбани возглавили королевскую армию в 1398 году из-за неспособности Роберта III выступать в роли военного лидера. Генеральный совет, собравшийся в Перте, высказывал королю и другие претензии по его роли в управлении Шотландией. В то же время Давид был молод, энергичен и талантлив. Кроме того, он приближался к совершеннолетию — в октябре 1398 года ему исполнилось 20 лет. Возрастающее недовольство королём привело к тому, что политическое сообщество стало требовать назначить его наследника королевским наместником (регентом) королевства. В ноябре в Фолклендском замке состоялась встреча, в которой участвовали герцоги Ротсей и Олбани, а также Арчибальд, граф Дуглас, на котором, похоже, вопрос о назначении Давида регентом был окончательно решён. На собравшемся в Перте в январе 1399 года Генеральном совете Роберт III был отстранён от активного управления королевством, а герцог Ротсей на 3 года был назначен королевским наместником. Его пребывание на этой должности было ограничено некоторыми оговорками, по которым он должен был держать ответ перед тремя сословиями за своё поведения и действиями в качестве наместника. Кроме того, в помощь ему был назначен большой совет в составе 21 человека, в который вошли герцог Олбани и граф Дуглас, на советы которого он должен был полагаться. Из источников непонятно, было ли создание данного органа результатом общей озабоченности о делегировании королевских полномочий достаточно молодому принцу или реакцией на некоторые аспекты его характера, встревожившие знать.
В качестве регента герцог Ротсей проявил себя как энергичный и эффективный правитель. В феврале-марте 1401 года он провёл в Перте парламент, на котором было принято несколько законов, направленных на улучшение применения уголовного и гражданского права. У него возникли разногласия с герцогом Олбани в вопросе отношений с Англией. По мнению Р. Николсона, герцог Ротсей был сторонником более самостоятельной и менее зависимой от Франции внешней политике Шотландского королевства. Принц считал, что все территориальные и политические споры с Англией следовало решать путём мирных переговоров, основываясь на ранее заключённых межгосударственных договорах. В то же время герцог Олбани считал, что прочный мир между двумя королевствами невозможен, поэтому Шотландии необходима военно-стратегическая поддержка со стороны Франции. Одним из его главных союзников и лидером профранцузского блока в Шотландии был Арчибальд Мрачный, 3-й граф Дуглас. После того как в 1399 году на английский трон взошёл Генрих IV, свергнувший своего предшественника, Шотландия, как и Франция считала того узурпатором. Вплоть до июля 1400 года в официальных письмах того называли «кузен, герцог Ланкастер, граф Дерби, коннетабль Англии».
Однако герцог Ротсей совершил ряд политических ошибок. Одной из них стал спровоцированный им в начале 1400 года конфликт с Джорджем Данбаром, графом Марчем, отцом Элизабет Данбар, на которой он пытался жениться в 1390-е годы. Возрастающее политическое влияние отца невесты не устраивало графа Дугласа, поэтому он предпринял все усилия, чтобы расстроить брак принца. При содействии герцога Олбани Арчибальд Дуглас смог добиться расторжения помолвки на том основании, что брак не получил одобрения представителей всех трёх сословий королевства. Взамен он предложил Роберту III женить сына на своей дочери, Мэри Дуглас, предложив за ней щедрое приданое, что стало для короля самым веским аргументом. В результате помолвка была расторгнута, а принц женился на дочери графа Дугласа.
Подобное развитие событий сильно пошатнуло позиции графа Марча при дворе. Ко всему прочему Роберт III отказался возвращать ранее переданное за его дочерью в казну приданое. Потрясённый произошедшим, граф Данбар отправился в свои владения и в феврале 1400 года начал изменнические переговоры с английским королём, что стало одним из факторов, побудивших того начать английское вторжение в Южную Шотландию летом того же года. К этому времени Генрих IV уже начал задумываться о том, чтобы присоединить Шотландию к своему королевству, для чего он дал распоряжение своему казначею составить свод документов, которые бы доказывали право Англии на сюзеренитет над северным соседом. А конфликт графа Марча с графом Дугласом давал ему дополнительную возможность для вмешательства во внутренние дела Шотландии. Изложив в письме английскому королю детали произошедшего, Данбар просил убежище в Англии для себя и членов своей семьи. Генриху IV было выгодно получить такого сильного союзника, поэтому уже в марте он предоставил тому охранную грамоту, а также велел Ральфу Невиллу, графу Уэстморленду, вступить переговоры с графом Марчем.
В конце июня граф Марч пересёк границу королевства, чтобы встретиться с Генрихом IV в Йорке, где тот собирал армию, убедив того вторгнуться в Шотландию. Во время его отсутствия граф Дуглас захватил главный замок графа — Данбар, что заставило того перейти на английскую службу. 14 августа английская армия двинулась в Шотландию, но по пути столкнулась с проблемой недостаточного обеспечения продовольствием и так и не смогла найти шотландские войска, с которыми можно было сразиться. Герцог Ротсей переждал вторжение в безопасном Эдинбургском замке, а на все требования Генриха IV о принесении ему оммажа ответил предложением об организации поединков между дворянами королевств — по 100, 200 или 300 человек с каждой стороны, чтобы ограничить пролитие христианской крови. К 29 августа английская армия ничего не добилась и покинула Шотландию. Однако одним из важных последствий событий 1400 года стало изгнание графа Марча и захват Дугласами замка Данбар.

## Смещение и смерть
Приграничный конфликт между Дугласами и Данбарами, которые в этот период практически полностью контролировали шотландскую часть пограничья, в 1401 году сыграл важную роль в падении герцога Ротсея. Судя по источникам, в Шотландии, многие дворяне, в том числе, возможно, и герцог Олбани, сочувствовали затруднительному положению, в котором оказался граф Марч. Однако главной причиной кризиса, который привёл к смещению герцога Ротсея с поста регента, стало его поведение. Хронист Уолтер Боуэр считал, что катализатором стала смерть осенью 1401 года королевы Аннабеллы, матери принца. По словам хрониста, 

на него словно накинули петлю: он надеялся освободиться и, отвергнув совет почтенных людей, предался прежнему легкомыслию.
Оригинальный текст (англ.)it was as if a noose had become worn: he hoped to free himself and, spurning his council of honourable men, gave himself up to his previous frivolity.
— Bower, 8.39
Далее хронист сообщает, что будучи ни в силах контролировать герцога,

приставленный к нему совет магнатов подал королю прошение об отставке, заметив, что если бы они даже захотели, то не смогли бы направить его на должный образ жизни.
Оригинальный текст (англ.)the council of magnates assigned to him resigned to the king, observing that even if they wished, they could not divert him to a serious way of life.
— Bower, 8.39
По утверждению хрониста, в ответ король написал герцогу Олбани, требуя арестовать герцога Ротсея и поместить его под стражу, пока тот «после наказания розгами для дисциплины не узнает себя лучше». Как отмечает С. Бордмен, Боуэр в целом симпатизировал герцогу Олбани, поэтому его представление юного принца как беспутного и ленивого персонажа, судя по всему, отражает политические взгляды самого Олбани и его союзников в 1401—1402 годах и было призвано оправдать их действия против королевского наследника. Однако, по мнению историка, хронист, вероятно, был прав, полагая, что кризис 1401 года был спровоцирован отказом герцога Ротсея от наложенных на него ограничений и переходом на более агрессивный и независимый стиль управления королевством.
Встревоженный тем, что его племянник всё больше выходит из под его контроля, герцог Олбани организовал в конце 1401 или начале 1402 года «арест» герцога Ротсея в окрестностях Сент-Эндрюса членами его собственного двора — сэром Джоном Раморни и сэром Уильямом Линдси из Росси. Боуэр указывает, что задержание принца его дядя обосновывал двумя причинами: нарушением Давидом его регентских полномочий и с явного одобрения и по указанию короля. Однако неизвестно, насколько достоверно известие хрониста, что арест сына был санкционирован Робертом III.
После ареста герцог Ротсей был помещён в епископский замок Сент-Эндрюс. Герцог Олбани встретился Арчибальдом, 4-м графом Дугласом, шурином принца, заручившись его согласием со своими действиями, санкционировав разделение владений графа Марча между Дугласом и его сторонниками, а также взяв на себя обязательства по проведению более агрессивной внешней политики, направленной против изгнанного Данбара и его английских сторонников. После заключения соглашения с графом, Олбани перевёл Ротсея в принадлежащий ему Фолклендский замок.
Между 25 и 27 марта 1402 года Давид умер в подземельях Фолклендского замка и был захоронен в расположенном неподалёку Линдоресском. Хотя официально утверждалось, что причиной смерти герцога Ротсея была дизентерия, многие подозревали (возможно, обоснованно), что принца уморили голодом. Один из его ближайших соратников — брат матери Малькольм Драммонд, граф Мар, также умер в 1402 году в заключении при подозрительных обстоятельствах.
На состоявшемся в мае Генеральном совете герцог Олбани и граф Дуглас получили королевскую амнистию за действия, которые привели к аресту и заточению герцога Ротсея. Условия, которые были прописаны в помиловании, по мнению С. Бордмена указывают на то, что многие напрямую обвиняли их в убийстве принца. В них говорилось, что наследник престола умер «по божественному провидению, а не иначе», и предписывалось, чтобы никто не «роптал» на Олбани и Дугласа. В более поздних хрониках и литературных произведениях за герцогом Олбани укрепилась репутация архетипичного «злого дяди».
К 1470 году сложился народный культ, который почитал герцога Ротсея святым и мучеником, преданным смерти при ужасных обстоятельствах. Его гробница в Линдоресском аббатстве стала центром паломничества и в народе считалась местом, где происходили чудеса..
Брак Давида так и остался бездетным. Его вдова, Мэри Дуглас, вышла замуж вторично — за сэра Уолтера Халибёртона из Дирлтона. Титул же графа Каррика был присвоен младшему брату герцога — будущему королю Якову I.

## В культуре
Давид является одним из важных персонажей в историческом романе Вальтера Скотта «Пертская красавица» (1828 год), изображающий события в Шотландии в 1396—1402 годах, а также созданных по его мотивам одноимённых оперы Жоржа Бизе (1867 год) и фильма Эдвина Гринвуда (1923 год). По сюжету герцог Ротсей, влюблённый в дочь зажиточного горожанина Кэтрин Гловер, пытается организовать её похищение, заканчивающееся неудачно, а его конющему, Джону Раморни, отсекли кисть. Жаждая мести, тот пытается добиться от своего господина казни обидчика. Получив отказ, он затевает интригу уже против самого герцога: заманив его в замок Фолькленд, Раморни организует убийство принца, после чего кончает жизнь на плахе.

## Браки
Первая жена: с 1395 года Элизабет Данбар, дочь Джорджа Данбара, 3-го графа Марча, и Кристины Сеттон. Брак был признан незаконным и аннулирован в 1397 году.
Вторая жена: с февраля 1400 года Мэри (Марджори) Дуглас (умерла до 11 мая 1421), дочь Арчибальда Дугласа, 3-го графа Дугласа, и Джоанны Морейской. Брак был бездетным.